# بسلة أمريكية
بسلة أمريكية (الاسم العلمي:Pisum americanum) هي نوع غير مؤكد من النباتات تتبع جنس البسلة من الفصيلة البقولية.